# Monowi (Nebraska)
Monowi je selo u američkoj saveznoj državi Nebraska. Prema popisu stanovništva iz 2010. u njemu je živjelo 1 stanovnika.